# Theretra rhesus
Espèce
Theretra rhesus est une espèce d'insectes lépidoptères de la famille des Sphingidae, de la sous-famille des Macroglossinae, de la tribu des Macroglossini, de la sous-tribu des Choerocampina et du genre Theretra.

## Description
L'espèce est très semblable à Theretra boisduvalii et à Theretra insularis avec des couleurs plus fortement marquées et les lignes de dorsale du thorax et de l'abdomen sont plus distinctes. Le dessus de l'aile antérieure a six lignes de postmedia obliques. La première ligne peut atteindre la marge intérieure presque à la base de l'aile, la deuxième et la troisième sont rapprochées et les troisième et quatrième sont plus largement séparées que chez Theretra boisduvalii. La quatrième ligne est la plus forte.

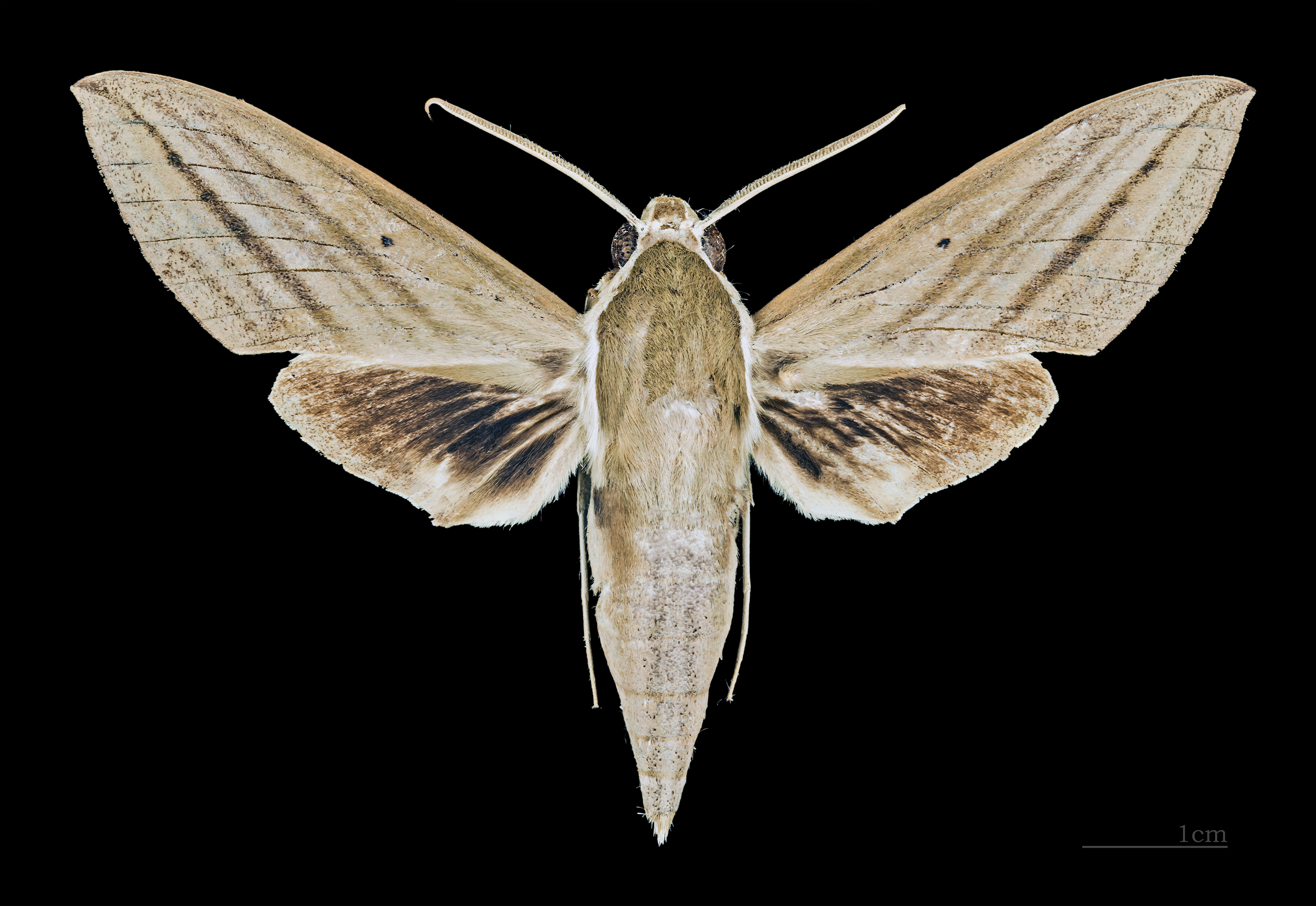
Avers du mâle (coll.MHNT)
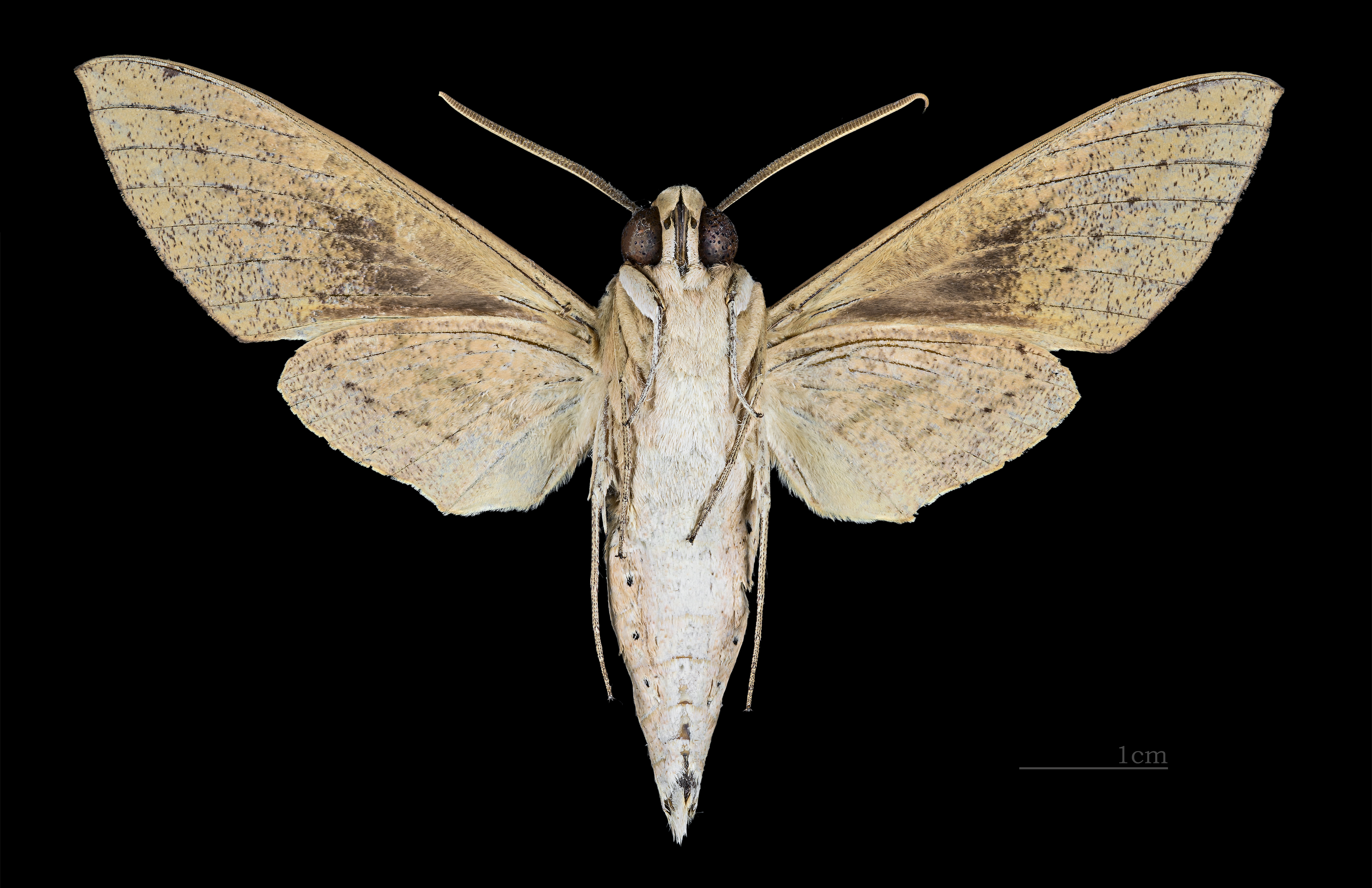
Revers du mâle (coll.MHNT)
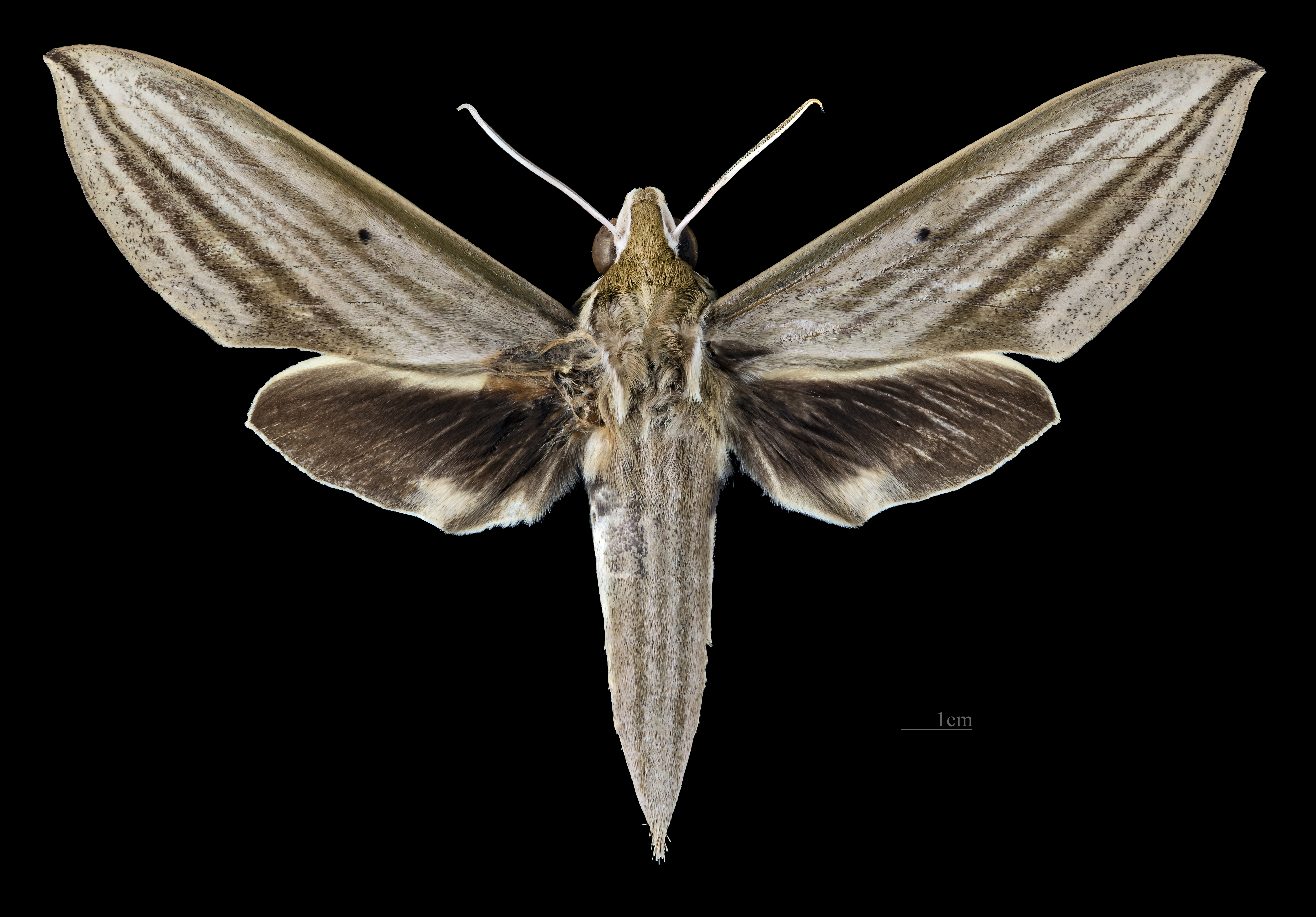
Avers de la femelle (coll.MHNT)
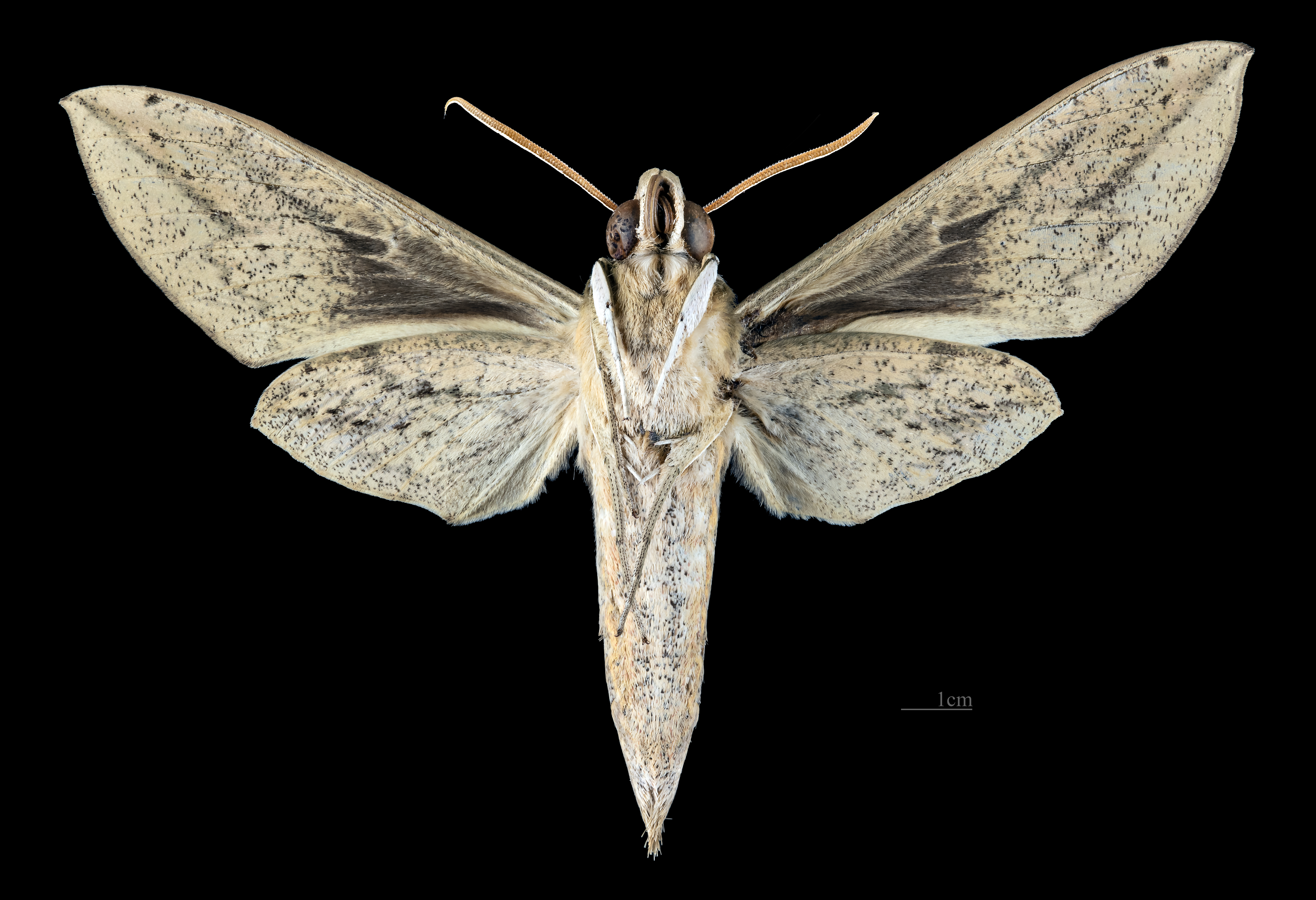
Revers de la femelle mâle (coll.MHNT)

## Biologie
À Hong Kong, les adultes volent en plusieurs générations par an (pics à la mi-avril, fin mai, mi-août et mi-octobre). En Corée, les adultes volent en août. En général cependant, les adultes volent d'avril ou mai à octobre sur toute l'Asie du Sud.

## Répartition et habitat
Répartition
L'espèce se trouve au Sri Lanka, en Inde (y compris les îles Andaman), au Népal et en Birmanie, à l'est en Chine et à Taiwan, en Corée du Sud et au Japon, au sud-est à travers l'Asie du Sud-Est aussi loin que les petites îles de la Sonde et le Timor en Indonésie.
Habitat
Il se compose des forêts ouvertes, des lisières des forêts, des vergers, des plantations, des zones boisés, des jardins de banlieue et des parcs de ville.

## Systématique
- L'espèce Theretra rhesus a été décrite par l’entomologiste français Jean-Baptiste Alphonse Dechauffour de Boisduval en 1875 [1] sous le nom initial de Choerocampa rhesus.

### Synonymie
- Choerocampa rhesus Boisduval, 1875 Protonyme
- Theretra javanica Rothschild, 1894 [2].